# Чивије
Чивије су машински елементи за обезбеђење тачног положаја једног машинског дела у односу на други. Њихова примена је међутим вишеструка и то за спајање делова, центрирање, фиксирање и осигурање делова од преоптерећења. Користе се и као држачи опруга, за осигурање код осовиница и навртки, и као граничници покретних машинских делова. У том смислу развијен је велики број различитих конструкционих извођења. Облик и димензије чивија прописани су стандардима. По облику могу бити цилиндричне, конусне и са зарезима (засечене). При уградњи у отворима делова леже са преднапонима.

## Конструкциони облици
- Цилиндрична чивија  користи се за подешавање и осигурање положаја делова при монтажи. У једном делу лежи са чврстим налегањем, а у другом са лабавим налегањем.
- Цилиндрична чивија h8 служи за спајање или учвршћивање делова.
- Цилиндрична чивија  користи се код зглобних веза, и у том случају замењује осовиницу.
- Еластична чивија и еластична спирална чивија представља кружно намотану траку од челика за опруге са затезном чврстоћом . Користе се за додатно осигурање завртњева или осовиница од деловања попречних сила. Могу бити цилиндричне и конусне.
- Конусне чивије фиксирају спојене делове изузетно добро. За њихову уградњу потребно је да се у деловима изради конусни отвор и то изузетно тачно, што их чини скупљим.
- Чивије са зарезима односно засечене чивије имају по обиму три уздужна зареза са перајима. При монтажи пераја се еластично деформишу тако да остварују чврст склоп. Попречни жлеб на крајевима ових чивија служи за њихову демонтажу или за причвршћивање опруга.